# Купа на Съветската армия
Купата в чест на Съветската армия (КСА) е футболен трофей в България. Има статут на национална купа от създаването си през 1945 г. до 1982 г. включително. След това надпреварата се провежда още 8 сезона до 1990 г., но тогава има статута на второстепенен турнир.

## История
Купата е сребърно-кристална и е официално поднесена на представителите на българския футбол на 8 март 1945 г. във Военния клуб в София с пожеланието тя да бъде дадена на най-добрия български футболен отбор.
За пръв път е връчен от командването на съветските военни части в България на 6 май 1946 г. на Левски (София), който е победител във финалния мач от турнира за купата.
Носителя (респективно финалиста) на Купа на Съветската армия до 1982 г. вкл., участва в европейския турнир за Купата на носителите на Национални Купи (К.Н.К.). 0т 1983 г. от турнира за к.С.А. се определя евентуално един от участниците в турнира за купата на У.Е.Ф.А. – като това е само носителя на к.С.А. Турнира за к.С.А. се провежда до 1991 г., като последния турнир (през 1990/91) е преименуван на турнир за купа Б.Ф.С.

## Носители на купата
| - 1946 – Левски - 1947 – Левски - 1948 – Локомотив (Сф) - 1949 – Левски - 1950 – Динамо София - 1951 – ЦДНВ - 1952 – Ударник - 1953 – Локомотив (Сф) - 1954 – ЦДНА - 1955 – ЦДНА - 1956 – Динамо София - 1957 – Левски - 1958 – Спартак (Пловдив) - 1958/59 – Левски - 1959/60 - Септември - 1960/61 - ЦДНА - 1961/62 – Ботев (Пд.) - 1962/63 – Славия - 1963/64 – Славия - 1964/65 - ЦСКА „Червено знаме“ - 1965/66 – Славия - 1966/67 – Левски - 1967/68 - Спартак (София) |  | - 1968/69 - ЦСКА „Септемврийско знаме“ - 1969/70 - Левски-Спартак София - 1970/71 - Левски-Спартак София - 1971/72 - ЦСКА „Септемврийско знаме“ - 1972/73 - ЦСКА „Септемврийско знаме“ - 1973/74 - ЦСКА „Септемврийско знаме“ - 1974/75 – Славия - 1975/76 - Левски-Спартак София - 1976/77 - Левски-Спартак София - 1977/78 – Марек - 1978/79 - Левски-Спартак София - 1979/80 – Славия - 1980/81 - АФД Тракия - 1981/82 – Локомотив (Сф) - 1982/83 – Локомотив (Пд) - 1983/84 – Левски - 1984/85 - ЦСКА „Септемврийско знаме“ - 1985/86 - ЦФКА „Средец“ - 1986/87 - Витоша София - 1987/88 - Витоша София - 1988/89 - ЦФКА „Средец“ - 1989/90 - ЦСКА |